# John Sartain
Pour les articles homonymes, voir Sartain.
John Sartain, né à Londres (Angleterre) le 24 octobre 1808 et mort à Philadelphie (Pennsylvanie) le 25 octobre 1897 , est un artiste américain d'origine britannique, pionnier de la gravure à la manière noire.

## Biographie
À l'âge de vingt-deux ans, il émigre aux États-Unis et s'installe à Philadelphie. Tôt dans sa carrière, il peint des portraits à l'huile et crée des miniatures. Entre 1841 et 1848, il réalise des planches  pour le Graham's Magazine publié par George Rex Graham. En 1843, il devient rédacteur en chef et propriétaire du Campbell's Foreign Semi-Monthly Magazine et, entre 1849 et 1852, il collabore avec Graham pour publier le Sartain's Union Magazine.
En juin 1849, quatre mois avant la mort d'Edgar Allan Poe dont il est un collègue et un ami, Poe se rend inopinément chez Sartain dans sa maison de Philadelphie en clamant qu'il est poursuivi par des « chaises longues » et qu'il envisage le suicide. Poe demande à emprunter le rasoir de Sartain, affirmant qu'il a l'intention de raser sa moustache pour tenter d'échapper à ses mystérieux poursuivants. Inquiet des idées suicidaires de son ami, Sartain déclare qu'il n'a pas de rasoir chez lui. Il nota plus tard cet incident dans ses mémoires.
Responsable des beaux-arts à l'Exposition universelle de 1876, à Philadelphie, il participe aux travaux du comité chargé du Washington Monument de Fairmount Park, réalisé par Rudolf Siemering. Il réalise le dessin des médaillons du monument érigé en 1869 en l'honneur George Washington et de Lafayette  dans le Monument Cemetery (en). John Sartain est également membre de l'Académie des beaux-arts de Pennsylvanie et cavaliere de l'Ordre de la Couronne d'Italie. En 1899, à New York, il publie ses Mémoires d'un très vieil homme.
Son fils William Sartain, né à Philadelphie le 21 novembre 1843, est un paysagiste et un portraitiste. Étudiant d'abord la peinture auprès de son père, puis auprès de Léon Bonnat à Paris, il devient l'un des fondateurs de la Society of American Artists et un associé de la National Academy of Design. Un autre de ses fils, Samuel Sartain (1830-1906) est également un artiste. Une de ses filles, Emily Sartain (1841-1927), devient en 1886 directrice de la Philadelphia School of Design for Women, connue aujourd'hui sous le nom de Moore College of Art and Design.

## Gravures

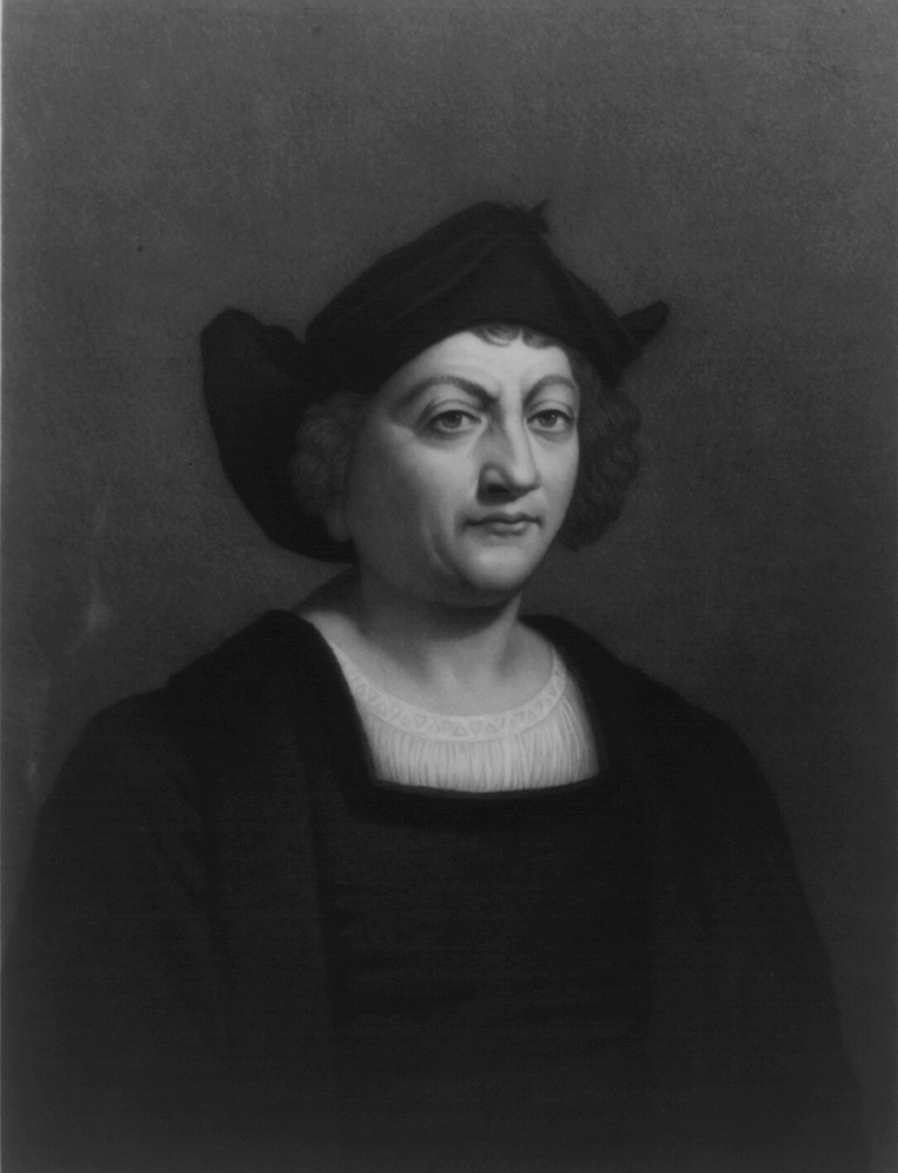
Christophe Colomb
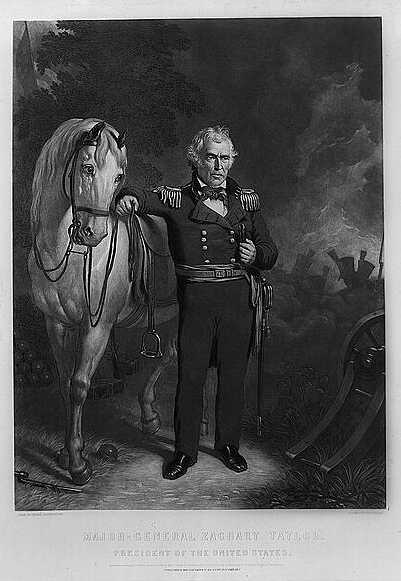
Zachary Taylor
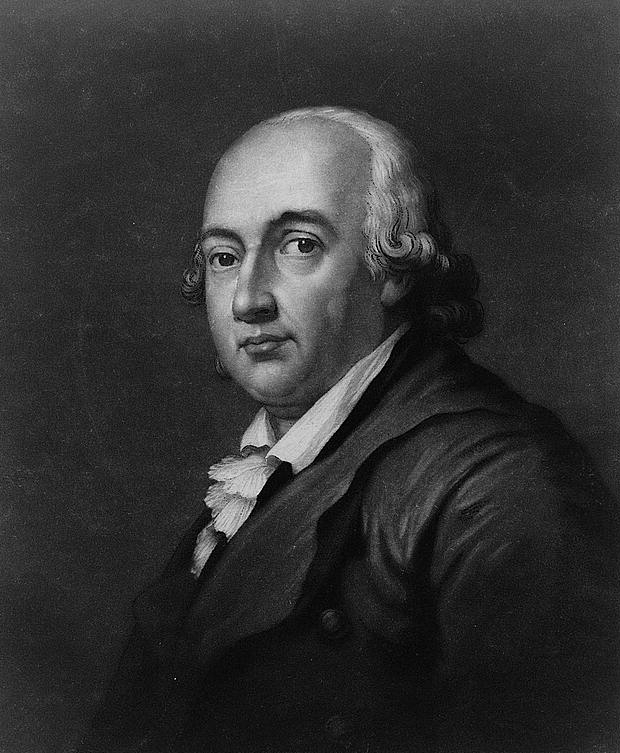
Johann Gottfried von Herder
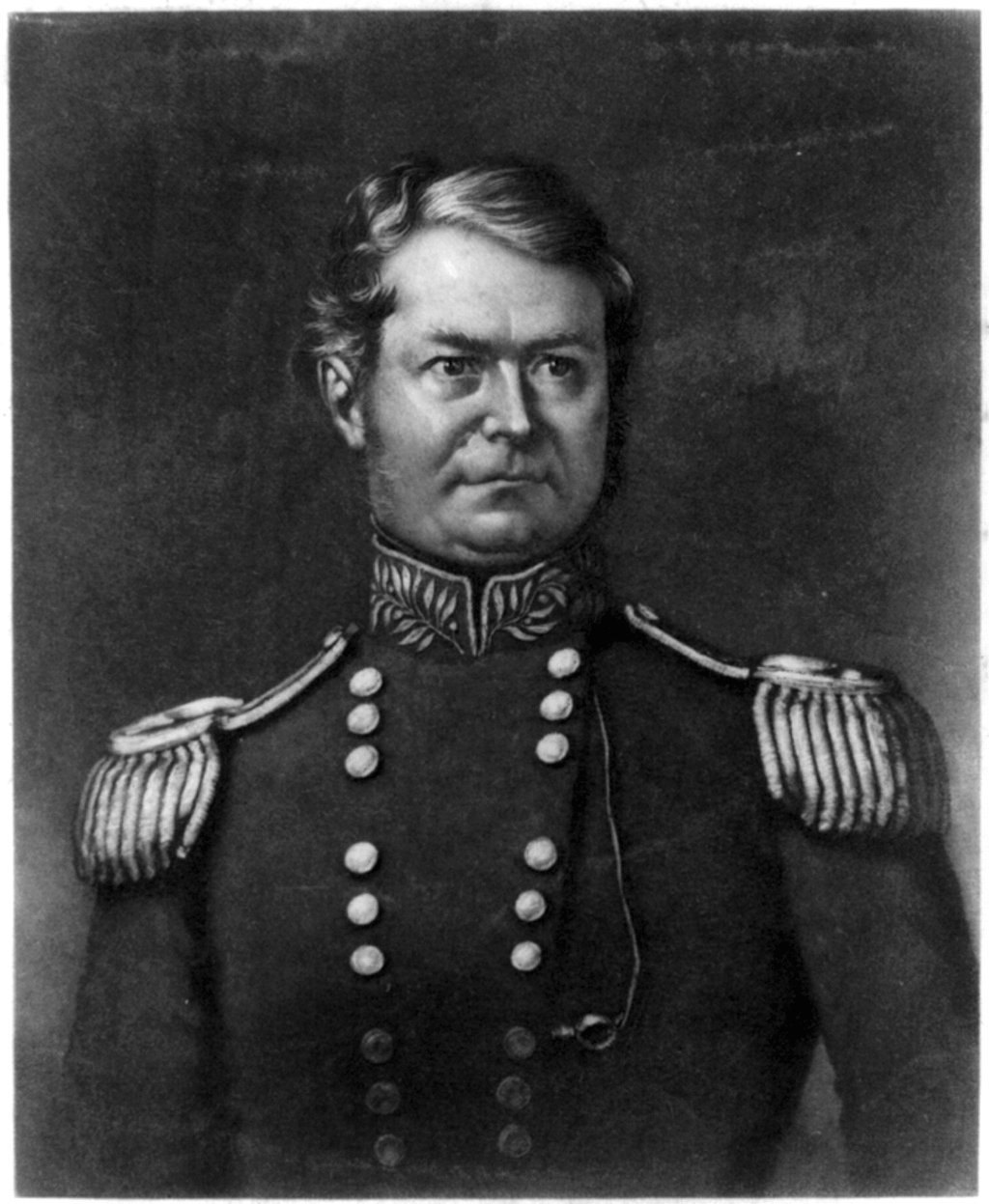
William J. Worth (1848)